# SN 1961E
SN 1961E – supernowa odkryta 23 stycznia 1961 roku w galaktyce A151735+0503. W momencie odkrycia miała maksymalną jasność 17,00m.